# البدائل التنافسية
البدائل التنافسية لشركة كيه بي إم جي هي دليل كل سنتين لمقارنة مواقع الأعمال الدولية في أمريكا الشمالية وأوروبا وآسيا والمحيط الهادئ. ينصب التركيز الأساسي للدراسة على تكاليف الأعمال الدولية.تقيس الدراسة تأثير التكاليف الكبيرة التي تختلف حسب الموقع، كما هو مطبق على العمليات التجارية المختلفة.نما الطلب على الدليل بشكل كبير منذ تقديمه لأول مرة في عام 1996.قارنت الدراسة التأسيسية 23 مدينة في 7 عمليات تجارية في كندا والولايات المتحدة. في عام 2010، شمل التحليل 112 مدينة في 17 عملية تجارية في أستراليا وكندا وفرنسا وألمانيا وإيطاليا واليابان والمكسيك وهولندا والمملكة المتحدة والولايات المتحدة.

## الوصف
ينصب التركيز الأساسي للبدائل التنافسية على تكاليف الأعمال التجارية الدولية. في طبعة عام 2010، قامت الدراسة بقياس التأثير المشترك ل 26 مكونا كبيرا من مكونات التكلفة التي من المرجح أن تختلف حسب الموقع، كما هو مطبق على 17 عملية تجارية مختلفة على مدى 10 سنوات. تقارن الدراسة أيضا مجموعة متنوعة من العوامل غير المتعلقة بالتكلفة التي تؤثر أيضا على الجاذبية النسبية للمواقع للأعمال التجارية؛ وشملت الجوانب التي نظرت فيها دراسة عام 2010 توافر العمالة والمهارات، والظروف والأسواق الاقتصادية، والابتكار، والبنية التحتية، والبيئة التنظيمية، فضلا عن تكلفة المعيشة الشخصية ونوعية الحياة.

## المنهجية
تركز منهجية الدراسة على سبعة مجالات رئيسية: تصميم نموذج التكلفة، وتحديد مكونات التكلفة الرئيسية الحساسة للموقع، وتحديد العمليات التجارية القياسية، وتحديد افتراضات نموذج الأعمال المشتركة، وطريقة تقدير تكاليف العمالة، وطريقة تقدير تكاليف النقل/التوزيع، وطريقة تقدير الضرائب.

## التغطية الإعلامية
تمت تغطية البدائل التنافسية على نطاق واسع في وسائل الإعلام التجارية الدولية.في سبتمبر 2010، ذكرت صحيفة أستراليا أن الدراسة وجدت أن أستراليا تحافظ على مكانتها منذ عام 2008، وأن "ملبورن وسيدني كانتا" بأسعار معقولة نسبيًا "، متقدمتين بفارق كبير على أغلى المدن، أوساكا وطوكيو، ولكنهما متأخرتان كثيرًا عن مونتيري ومكسيكو سيتي".أشار مقال على CFO.com إلى أن KPMG احتلت المرتبة 22 من أكبر المدن الأمريكية في مجموعة متنوعة من تكاليف تشغيل الأعمال ووجدت أن "تامبا تقود الحزمة باعتبارها المدينة الكبيرة الأكثر تنافسية من حيث التكلفة للأعمال التجارية في الولايات المتحدة الأمريكية، تليها أتلانتا وميامي". استشهدت الولايات المتحدة اليوم بأن الدراسة وجدت أن الولايات المتحدة قد حسنت مركزها التنافسي بشكل كبير في عام 2008، مقارنة بوضعها في عام 2006 حيث تخلفت عن العديد من دول مجموعة السبع الأخرى. ذكرت صحيفة غلوب آند ميل أن البدائل التنافسية وجدت أن المكسيك تقود الطريق في عام 2008، تليها كندا والولايات المتحدة وأستراليا وفرنسا والمملكة المتحدة وهولندا وإيطاليا واليابان ثم ألمانيا.

## الطبعات
قارنت طبعة عام 2010 من المنشور تكاليف 17 عملية تجارية في 112 مدينة في 10 دول: أستراليا وكندا وفرنسا وإيطاليا واليابان وألمانيا والمكسيك وهولندا والمملكة المتحدة والولايات المتحدة. وسعت طبعة عام 2010 تغطيتها لمراكز الأعمال الدولية الكبيرة، مضيفة عددًا من المدن العالمية الكبرى إلى الدراسة وأشارت إلى أن النتائج الدولية تعكس الآن تكاليف الأعمال في المناطق الحضرية الرئيسية في كل بلد.
قارنت طبعة عام 2008 تكاليف 17 عملية تجارية في 136 مدينة في 10 دول: أستراليا وكندا وفرنسا وألمانيا وإيطاليا واليابان والمكسيك وهولندا والمملكة المتحدة والولايات المتحدة.
قارنت طبعة عام 2006 تكاليف 17 عملية تجارية في 128 مدينة في 9 دول: كندا وفرنسا وألمانيا وإيطاليا واليابان وهولندا وسنغافورة والمملكة المتحدة والولايات المتحدة.
قارنت طبعة عام 2004 تكاليف 17 عملية تجارية في 121 مدينة في 11 دولة: أستراليا وكندا وفرنسا وألمانيا وأيسلندا وإيطاليا واليابان ولوكسمبورغ وهولندا والمملكة المتحدة والولايات المتحدة.
قارنت طبعة عام 2002 تكاليف 12 عملية تجارية في 115 مدينة في 9 دول: أستراليا وكندا وفرنسا وألمانيا وإيطاليا واليابان وهولندا والمملكة المتحدة والولايات المتحدة.
قارنت طبعة عام 1999 تكاليف 7 وسبع عمليات تجارية في 64 مدينة في 8 دول: النمسا وكندا وفرنسا وألمانيا وإيطاليا واليابان والمملكة المتحدة والولايات المتحدة.
قارنت طبعة عام 1997 تكاليف 8 عمليات تجارية في 42 مدينة في 7 دول: كندا وفرنسا وألمانيا وإيطاليا والسويد والمملكة المتحدة والولايات المتحدة.
قارنت طبعة عام 1996 تكاليف 7 عمليات تجارية في 23 مدينة في كندا والولايات المتحدة.